# Poiares (Peso da Régua)
Poiares ist ein Ort und eine ehemalige Gemeinde (Freguesia) im portugiesischen Kreis Peso da Régua. Die Gemeinde hatte 801 Einwohner (Stand 30. Juni 2011).
Am 29. September 2013 wurden die Gemeinden Poiares und Canelas zur neuen Gemeinde União das Freguesias de Poiares e Canelas zusammengeschlossen. Poiares ist Sitz dieser neu gebildeten Gemeinde.